# Rząd technokratyczny
Rząd technokratyczny – kolegialny organ władzy wykonawczej, w którego skład wchodzą niezależni specjaliści, eksperci rekomendowani przez partie polityczne.
Występuje on, gdy rząd nie opiera się na większości parlamentarnej, jest powoływany tylko na pewien okres, do wypełnienia określonych zadań. Konstytucja RP z 1997 r. nie przewiduje powołania tego rodzaju rządu, możliwość taką przewidywała np. Mała Konstytucja z 1992 r.